# Jättendal
Jättendal is een plaats in de gemeente Nordanstig in het landschap Hälsingland en de provincie Gävleborgs län in Zweden. De plaats heeft 277 inwoners (2005) en een oppervlakte van 70 hectare.

## Verkeer en vervoer
Bij de plaats lopen de E4 en Länsväg 307.
De plaats ligt aan een spoorlijn.